# Gracilariaceae
Famille
Les Gracilariaceae sont une famille d’algues rouges de l’ordre des Gracilariales. 

## Liste des genres
Selon AlgaeBase (17 mars 2013) :
- genre Congracilaria Yamamoto
- genre Curdiea Harvey
- genre Gracilaria Greville
- genre Gracilariophila Setchell & H.L.Wilson
- genre Gracilariopsis E.Y.Dawson
- genre Hydropuntia Montagne
- genre Melanthalia Montagne

Selon ITIS (17 mars 2013) :
- genre Ceratodictyon Zanardini, 1878
- genre Curdiea W. H. Harvey, 1855
- genre Gracilaria Grev.
- genre Gracilariophila W. A. Setchell & H. L. Wilson, 1910
- genre Gracilariopsis E. Y. Dawson, 1949
- genre Hydropuntia Mont.
- genre Melanthalia Montagne, 1843

Selon NCBI (17 mars 2013) :
- genre Curdiea
- genre Gracilaria
- genre Gracilariophila
- genre Gracilariopsis
- genre Hydropuntia
- genre Melanthalia

Selon World Register of Marine Species (17 mars 2013) :
- genre Congracilaria Yamamoto, 1986
- genre Curdiea Harvey, 1855
- genre Gracilaria Greville, 1830
- genre Gracilariophila Setchell & H.L.Wilson, 1910
- genre Gracilariopsis E.Y.Dawson, 1949
- genre Hydropuntia Montagne, 1842
- genre Melanthalia Montagne, 1843
- genre Tyleiophora J.Agardh, 1890